# 崑南
崑南（1935年9月12日—），原名岑崑南，廣東恩平人，另有筆名葉冬，香港作家。
1935年生於香港，早年居住在香港島皇后大道西，畢業於香港華仁書院，在1955年英文中學會考中考獲全科及格成績。早年曾在《香港時報》副刊《淺水灣》、《快報》副刊等撰寫小品文、詩歌、遊記等專欄。1955年出版《吻，創世紀的冠冕！》，1961年自資出版第一部長篇小說《地的門》。1950、1960年代起陸續與人合資或獨資創辦《詩朵》、《新思潮》、《好望角》、《香港青年周報》、《新週刊》，其間還開過印刷廠。1998年出版了短篇小說集《戲鯨的風流》，2001年出版了長篇裝置小說《天堂舞哉足下》。曾任報章編輯。現為專欄作家。至今筆耕不輟，當中以詩集《詩大調》奪得第九屆香港中文文學雙年獎新詩組雙年獎，評論集《打開文論的視窗》則獲第八屆香港中文文學雙年獎文學評論組推薦獎，另外亦以英文出版小說集《Killing the Angel》。
踏入二十一世紀，仍分別與友人創辦詩刊《詩潮》、《小說風》，創辦文學網站《香港本土文學大笪地》及電子詩刊《詩++》。

他亦曾擔任多屆公共圖書館主辦的詩及小說創作坊主持，創作獎及雙年獎評審。